# Francisco Antonio de Ettenhard y Abarca

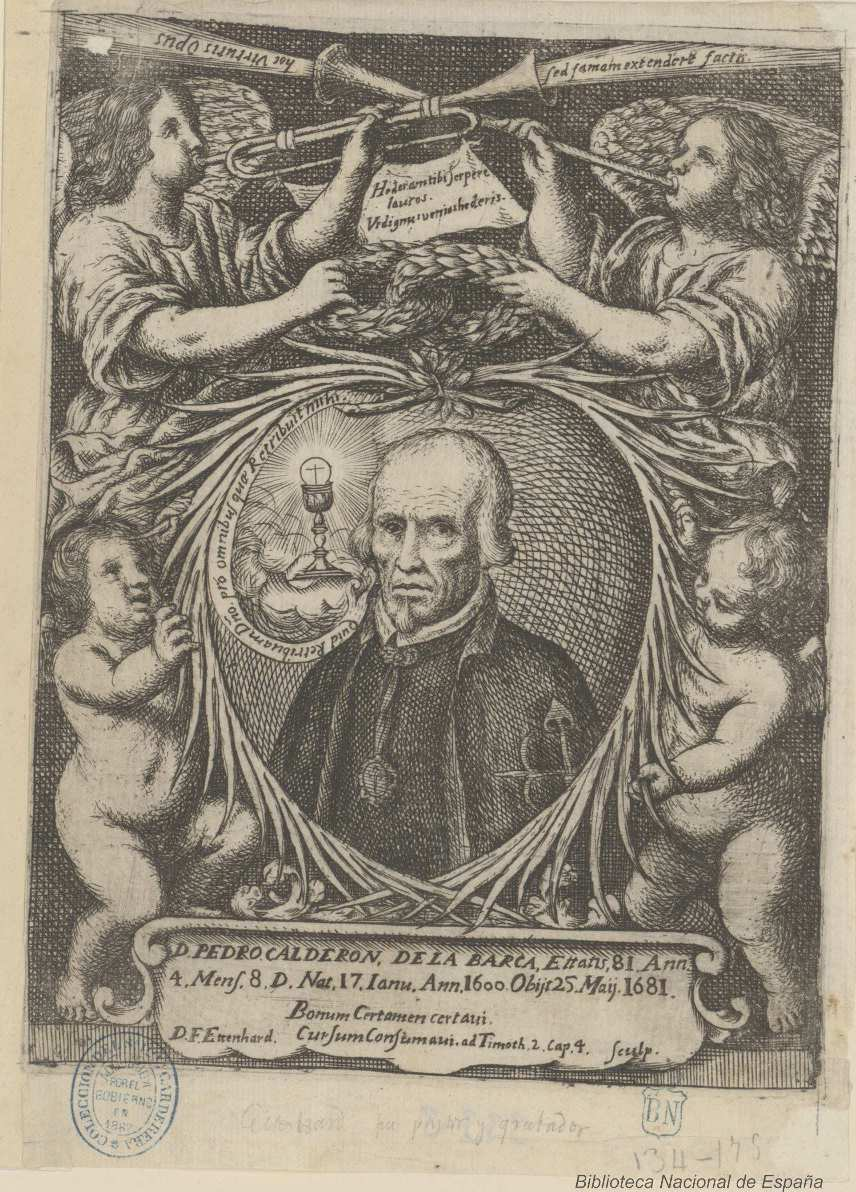
Retrato de Pedro Calderón de la Barca para el Obelisco fúnebre, pyrámide funesto que construía a la inmortal memoria de D. Pedro Calderón de la Barca. En Madrid, por Eugenio Rodríguez, 1684. Biblioteca Nacional de España.

Francisco Antonio de Ettenhard y Abarca (Madrid, 1650-1701) fue un noble y militar español. Es considerado uno de los cuatro grandes maestros de la escuela de la Verdadera Destreza de las armas española.

## Biografía
Fue caballero de la Orden de Calatrava, sirvió desde sus primeros años al rey Carlos II como Capitán Teniente de su Real Guardia Alemana hasta que dicha guardia fue reformada por el monarca Felipe V de España. Desde entonces se dedicó completamente a las artes que hasta ese momento había cultivado como aficionado, la pintura y la esgrima, disciplina esta última que dominó hasta el punto de tener una academia en su casa.
En 1675 publicó en Madrid el Compendio de los fundamentos de la verdadera destreza y filosofía de las armas, un tratado reseñado posteriormente en bibliografías e historias de esgrima como las de Gelli, Egerton Castle, Moreno y Leguina, donde figura como una de las obras de esgrima significativas en el XVII español.
Unos años más tarde escribió el Diestro italiano y español, impreso en 1697. Sus obras continúan la doctrina de Luis Pacheco de Narváez, de quien se proclama seguidor, así como también de Pérez de Mendoza. Sus textos prestan gran importancia a la exposición de los principios geométricos y matemáticos indispensables para aquel que quiera manejar la espada con verdadera destreza, y describen detenidamente, como también hará después Lorenz de Rada, los ángulos de posición de los tiradores inscritos en un círculo y las acciones que se tienen que desarrollar. Se trata de textos que presentan la doctrina de manera clara, sencilla y comprensiva, y que tuvieron una gran influencia en el desarrollo de la esgrima española.
Aficionado al dibujo y hábil grabador, él mismo se encargó de dibujar y grabar las portadas de sus obras además de abrir al aguafuerte y buril en 1684 el retrato de Pedro Calderón de la Barca para la obra de Gaspar Agustín de Lara, Obelisco fúnebre, pyrámide funesto que construía a la inmortal memoria de D. Pedro Calderón de la Barca.
Murió en Madrid, hacia 1701 y está enterrado en su propia capilla, Capilla de la Concepción en la iglesia de San Ginés.
Autores posteriores y estudiosos de la Verdadera Destreza consideran a Ettenhard una de las principales figuras de esta escuela y, más concretamente, uno de sus cuatro grandes maestros, junto a Carranza, Pacheco y Lorenz de Rada.

## Obra
- Compendio de los fundamentos de la verdadera destreza y filosofía de las armas (1675)
- Diestro italiano y español explican sus doctrinas con evidencias mathematicas conforme a los preceptos de la verdadera destreza y filosofía de las armas (1697)